# Dallas, ciudad fronteriza
Dallas, ciudad fronteriza (título original: Dallas) es una película western estadounidense de 1950. Fue dirigida por Stuart Heisler y protagonizada por Gary Cooper, Ruth Roman, Barbara Payton y Raymond Massey. Está ambientada en la ciudad de Dallas durante la Era de la Reconstrucción de los Estados Unidos .

## Trama
Blayde "Reb" Hollister (Gary Cooper) es un ex soldado confederado que llega para vengarse de un grupo de norteños asentados en el sur que asesinaron a su familia y destruyeron su casa en Georgia. Con la ayuda del sheriff Wild Bill Hickok finge su muerte e intercambia identidades con el agente federal Martin Weatherby (Leif Erickson), con quien se acaba de conocer. 
Martin es un forastero citadino sin ninguna experiencia en el uso de las armas que va en busca de su prometida mexicana Tonia para casarse con ella. La familia de ella está siendo hostilizada por los hermanos  Bryant y Will Marlow, los mismos que asesinaron a la familia de Reb en Georgia.

## Elenco
- Gary Cooper como Blayde Hollister
- Ruth Román como Tonia Robles
- Steve Cochran como Bryant Marlow
- Raymond Massey como Will Marlow
- Barbara Payton como Flo
- Leif Erickson como el mariscal estadounidense Martin Weatherby
- Antonio Moreno como Don Felipe Robles
- Jerome Cowan como Matt Coulter
- Reed Hadley como Wild Bill Hickok
- Al Ferguson como ciudadano (sin acreditar)
- Philo McCullough como ciudadano (sin acreditar)
- Jack Mower como ciudadano (sin acreditar)

## Recepción
Según Warner Bros la película recaudó 2.765.000 dólares en Estados Unidos y 1.725.000 dólares en el resto del mundo, haciendo un total de 4.490,000 dólares. La película recibió críticas positivas de los medios y especialistas.
Rotten Tomatoes le dio una calificación de 55 %, en tanto IMDb le da 6.2/10. 

## Novelización
Gold Medal Books publicó una novelización del guion entre los meses de estreno de la película. 

## enlaces externos
- Dallas en Internet Movie Database (en inglés).
- Dallas, ciudad fronteriza en AllMovie (en inglés).
- Dallas, ciudad fronteriza en TCM Movie Database (en inglés).

- Datos: Q2438645
- Multimedia: Dallas (1950 film) / Q2438645